# St. Matthäus und Leonhard (Rüblinghausen)

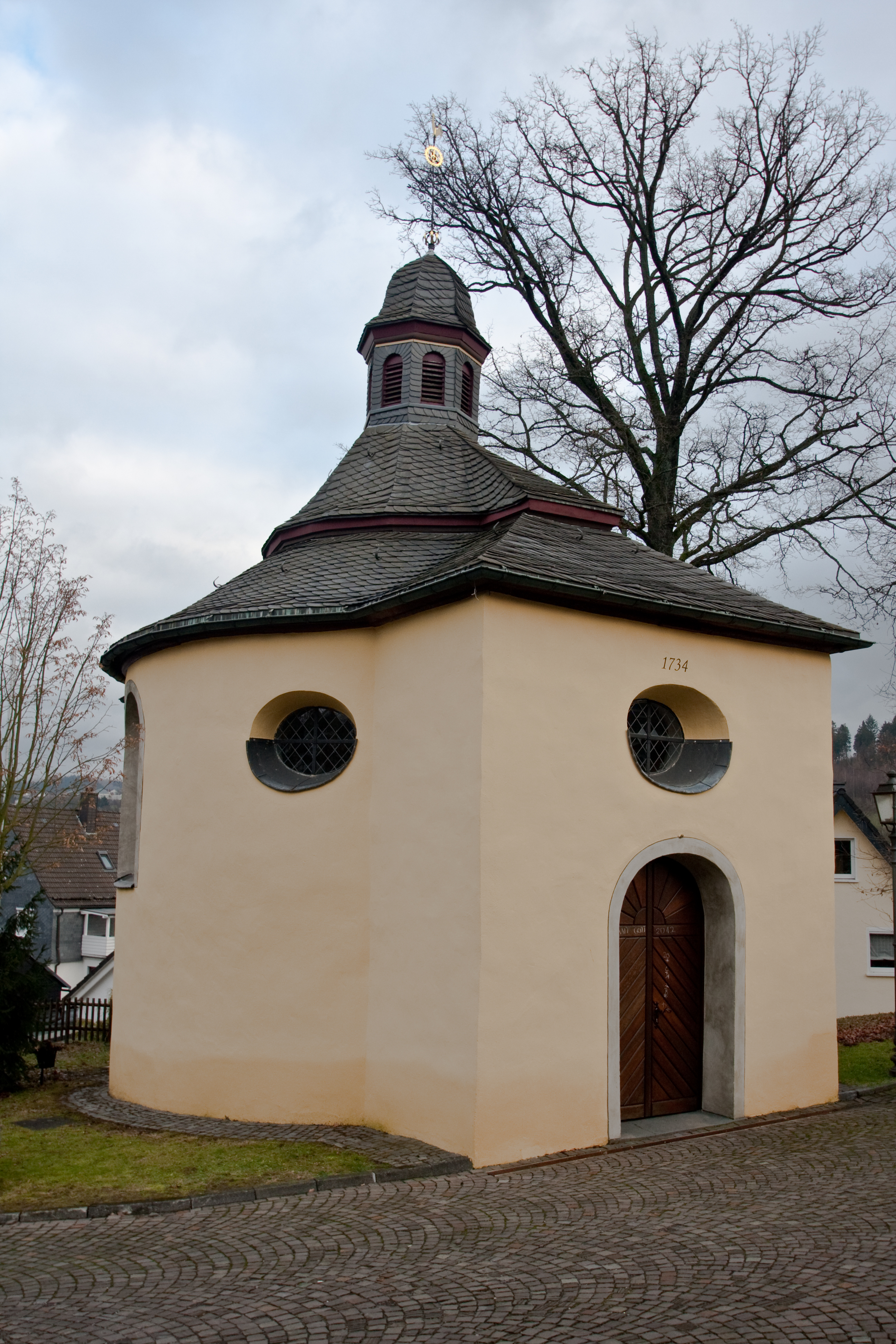
St. Matthäus und Leonhard (Rüblinghausen)

Die katholische Kapelle St. Matthäus und Leonhard ist ein Kirchengebäude in Rüblinghausen, einem Ortsteil der Kreisstadt Olpe in Nordrhein-Westfalen.

## Geschichte und Architektur
Die ehemalige Wallfahrtskapelle ist ein ovaler Zentralbau mit abgestuftem Zeltdach und einer Laterne. Sie wurde 1734 errichtet. Über dem Hauptraum, dem Vorraum und dem flachbogig geschlossenen Chor wurde eine Volutendecke eingezogen. 

## Ausstattung
- Der kleine Altaraufbau mit einer Kreuzigungsgruppe aus Holz wurde in der Mitte des 18. Jahrhunderts geschaffen.
- Die hl. Anna selbdritt wurde in der zweiten Hälfte des 15. Jahrhunderts geschnitzt.